# Живи (Польща)
Живи (пол. Żywy, нім. Siewen) — село в Польщі, у гміні Круклянки Гіжицького повіту Вармінсько-Мазурського воєводства.
Населення — 110 осіб (2011).
У 1975-1998 роках село належало до Сувальського воєводства.

## Демографія
Демографічна структура станом на 31 березня 2011 року:
|          | Загалом | Допрацездатний вік | Працездатний вік | Постпрацездатний вік |
| -------- | ------- | ------------------ | ---------------- | -------------------- |
| Чоловіки | 57      | 6                  | 42               | 9                    |
| Жінки    | 53      | 9                  | 26               | 18                   |
| Разом    | 110     | 15                 | 68               | 27                   |